# Молизе
Моли́зе (итал. Molise, неап. Mulise) — область Италии. Граничит с областями Абруццо, Лацио, Кампания и Апулия, имеет выход к Адриатическому морю. Состоит из 2 провинций — Кампобассо и Изерния. Столица — город Кампобассо.

## Физико-географическая характеристика
Рельеф региона горный. Наиболее гориста территория в глубине области, на границе с Лацио и Абруццо. Наиболее крупными массивами являются горы Кампо, Капраро и Мета, на границе с Апулией и Кампанией расположен хребет Монти-делла-Дауния.
Гористость местности спадает по направлению к побережью Адриатики. Потоки воды сформировали в горах долины, через которые протекают три главные реки области — Триньо, Биферно и Форторе, а также Вольтурно. Основные породы — осадочные известняковые, что приводит к возникновению оползней и селей. Лесных массивов немного. Осенью выпадают обильные дожди, зимы обычно суровые. Молизе является одним из самых холодных регионов Юга Италии. Вместе с тем у побережья климат тёплый и зависит от морских бризов.

## История
С XIII века территория Молизе была частью Неаполитанского королевства и Королевства Обеих Сицилий. С 1861 года — в составе единой Италии, сначала королевства, а с 1946 года — республики.
До 1963 года Молизе и Абруццо составляли единую область Абруцци-э-Молизе.

## Административное деление

Провинции Молизе

| № | Провинция  | Площадь, км² | Население, чел. (2011) | Число коммун |
| - | ---------- | ------------ | ---------------------- | ------------ |
| 1 | Кампобассо | 2909         | 230 928                | 84           |
| 2 | Изерния    | 1529         | 88 444                 | 52           |

## Экономика
Сельское хозяйство являлось и является основой экономики области. Несмотря на сходство в этом отношении с близлежащей областью Абруццо, экономика Молизе развивается медленнее.
Индустриальное производство развито слабо, присутствуя главным образом в долине реки Биферно и г. Термоли. Это обусловлено малой распространённостью в области полезных ископаемых, а также популярных туристических объектов.
ВВП Молизе составляет 5958,7 млн. евро (0,4 % общеитальянского). ВВП на душу населения — 18 591,9 евро.

## Городские центры
Большинство населённых пунктов Молизе ведут свою историю с античных времён. Кампобассо (51 тыс. жителей на 2006 г.), столица области, расположен в его глубине на высоте 700 м над уровнем моря; основу экономики города составляет торговля. Прибрежный рыболовецкий центр Термоли (31 тыс. жителей на 2006 г.) известен своим портом, самым большим в регионе, и замком, построенным предположительно в XI веке.